# Milán-San Remo 2012
La Milán-San Remo 2012 fue la edición número 103 de esta clásica ciclista de primavera. Se disputó el sábado 17 de marzo de 2012.  
Formó parte del UCI WorldTour 2012.
La carrera se rompió en el ascenso y descenso de la última cota, el Poggio. Vincenzo Nibali lanzó un duro ataque al que solo pudieron responder Fabian Cancellara y Simon Gerrans. Tras trabajar Cancellara gran parte de la bajada, Gerrans le superó en el sprint del terceto, finalizando Nibali en la tercera posición. Pocos segundos después llegó el pelotón encabezado por el compañero de equipo de Nibali, Peter Sagan.

## Presentación

### Recorrido
La carrera tuvo un recorrido de 298 km, exactamente el mismo que desde la Milán-San Remo 2008.

### Equipos
Participaron 25 equipos (los mismos que en la Tirreno-Adriático 2012, más los de categoría Profesional Continental del Project 1t4i, Team Type 1-Sanofi y Utensilnord Named). Formando así un pelotón de 200 ciclistas (el límite de ciclistas para carreras profesionales), con 8 corredores cada equipo, de los que acabaron 149.
| Nombre del equipo                | País           | Cód. UCI |
| -------------------------------- | -------------- | -------- |
| Ag2r La Mondiale                 | Francia        | ALM      |
| Astana Pro Team                  | Kazajistán     | AST      |
| BMC Racing Team                  | Estados Unidos | BMC      |
| Euskaltel-Euskadi                | España         | EUS      |
| FDJ-Big Mat                      | Francia        | FDJ      |
| Garmin-Barracuda                 | Estados Unidos | GRM      |
| GreenEDGE Cycling Team           | Australia      | GEC      |
| Katusha Team                     | Rusia          | KAT      |
| Lampre-ISD                       | Italia         | LAM      |
| Liquigas-Cannondale              | Italia         | LIQ      |
| Lotto Belisol                    | Bélgica        | LTB      |
| Movistar Team                    | España         | MOV      |
| Omega Pharma-Quick Step          | Bélgica        | OPQ      |
| Rabobank                         | Países Bajos   | RAB      |
| RadioShack-Nissan                | Luxemburgo     | RNT      |
| Team Saxo Bank                   | Dinamarca      | SAX      |
| Sky Procycling                   | Reino Unido    | SKY      |
| Vacansoleil-DCM Pro Cycling Team | Países Bajos   | VCD      |

| Nombre del equipo         | País           | Cód. UCI |
| ------------------------- | -------------- | -------- |
| Acqua & Sapone            | Italia         | ASA      |
| Colnago-CSF Inox          | Irlanda        | COG      |
| Colombia-Coldeportes      | Colombia       | COL      |
| Farnese Vini-Selle Italia | Reino Unido    | FAR      |
| Project 1t4i              | Países Bajos   | PRO      |
| Team Type 1-Sanofi        | Estados Unidos | TT1      |
| Utensilnord Named         | Irlanda        | UNA      |

## Clasificación final
| Posición | Ciclista          | Equipo                    | Tiempo     |
| -------- | ----------------- | ------------------------- | ---------- |
| 1.       | Simon Gerrans     | GreenEDGE                 | 6 h 59' 24 |
| 2.       | Fabian Cancellara | RadioShack-Nissan         | m.t.       |
| 3.       | Vincenzo Nibali   | Liquigas-Cannondale       | m.t.       |
| 4.       | Peter Sagan       | Liquigas-Cannondale       | + 2"       |
| 5.       | John Degenkolb    | Project 1t4i              | m.t.       |
| 6.       | Filippo Pozzato   | Farnese Vini-Selle Italia | m.t.       |
| 7.       | Óscar Freire      | Katusha                   | m.t.       |
| 8.       | Alessandro Ballan | BMC Racing                | m.t.       |
| 9.       | Daniel Oss        | Liquigas-Cannondale       | m.t.       |
| 10.      | Daniele Bennati   | RadioShack-Nissan         | m.t.       |